# 13 (فلم)
13 هو فيلم من نوع دراما أُصدر في 2010. الفيلم من إنتاج باراماونت فانتايج، ومن توزيع Anchor Bay Entertainment ‏، وهو من إخراج وسيناريو Géla Babluani ‏. الفيلم مقتبسٌ من 13 Tzameti ‏.

## القصة
تدور أحداث الفيلم في قالب من التشويق والإثارة حول شاب يدعى فينس في حاجة شديدة إلى المال، يتورط في الدخول في لعبة للحصول على المال، لكنه لم يكن يدري أنها لعبة الموت.
يسمع فنسنت فيرو أشخاصًا يتحدثون عن رجل ميت كان على وشك أن يبدأ وظيفة جيدة الأجر. وفيرو الذي يحتاج إلى المال يسرق مظروفًا يحتوي على تعليمات الوظيفة. ويصل إلى حدث ما في مكان منعزل. ثم يؤمر بخلع ملابسه وقطع كعب حذائه للتحقق من وجود معدات المراقبة. ويقبله المنظمون لهذا المنصب بدلاً من القتيل. وتكون المهمة هي المشاركة في سلسلة من ألعاب الروليت الروسية. ويكون هناك العديد من المشاركين، يجري تحديدهم بالأرقام. وفي كل جولة، يتعين على المشاركين تدوير أسطوانة مسدسهم، وإطلاق النار عند تشغيل ضوء مصباح كهربائي خاص. وقد نُظم الحدث ليستمتع به المتفرجون الأغنياء، ومن بينهم جاسبر باجيس، الذي يراهن على من سينجو. ويراهن باجيس على شقيقه رونالد الذي جرى إحضاره من المصحة العقلية. وأحد المشاركين باتريك جيفرسون الذي أخرجه راعيه جيمي من السجن للمنافسة يتوسل إلى جيمي لمساعدته ولكن يجري تجاهله. ثم يساوم جيمي على المسروقات المخفية التي سرقها هو وابنه من شاحنة قبل الذهاب إلى السجن. يطلب من جيمي إعطاء نصف المسروقات لابنه المسجون ويمكن لجيمي الاحتفاظ بنصفها إذا مات في اللعبة.

## طاقم التمثيل
- تشاك زيتو
- دون فراي
- جون لويد [الإنجليزية]‏
- جيسون ستاثام
- ميكي رورك
- واين دوفال
- فورست غريفين
- رونالد جوتمان
- Stephen Gevedon [الإنجليزية]‏
- John Fiore  [لغات أخرى]‏
- أنتوني تشيشولم
- غابي هوفمان
- بن غازار
- إيمانويل الشريكي
- الكسندر سكارسجارد
- راي وينستون
- آشلي أتكينسون
- مايكل شانون
- ديفيد زياس
- ديزي تاهان
- سام رايلاي
- 50 سنت

## الإنتاج
الفيلم من إخراج وكتابة جيلا بابلواني، الذي أخرج وكتب الفيلم الأصلي، وقد تم إصدار إعلان للفيلم في أغسطس 2010، وبدأ تصوير الفيلم في 17 نوفمبر 2008 في مدينة نيويورك وما حولها.
موسيقى الفيلم التصويرية كانت من تأليف ماركو بلترامي.

## الاستقبال
"13" تلقى مراجعات نقدية سلبية. على موقع روتن توميتوز، حيث حصل الفيلم على تقييم 7%، وحصل على تقييم إيجابي واحد فقط من أصل 14 تقييمًا للفيلم، بمتوسط (3.8/10).

## وصلات خارجية
- 13 على موقع IMDb (الإنجليزية)
- 13 على موقع ميتاكريتيك (الإنجليزية)
- 13 على موقع روتن توميتوز (الإنجليزية)
- 13 على موقع نتفليكس (الإنجليزية)
- 13 على موقع قاعدة بيانات الأفلام العربية
- 13 على موقع ألو سيني (الفرنسية)
- 13 على موقع أول موفي (الإنجليزية)
- 13 على موقع فيلمافينيتي (الإسبانية)
- 13 على موقع قاعدة بيانات الأفلام السويدية (السويدية)
- 13 على موقع قاعدة بيانات الفيلم (الإنجليزية)